# Élimination de la conjonction
 (novembre 2016).
En calcul des propositions, l'élimination de la conjonction (aussi appelé élimination du et, élimination du ∧, ou simplification),, est une inférence immédiate[Quoi ?] valide, sous forme d'argument et de règle d'inférence qui rend la conclusion selon laquelle, si la conjonction A et B est vrai, alors A est vrai et B est vrai.[pas clair] La règle permet de raccourcir les démonstrations en dérivant l'un des conjontifs[Quoi ?] d'une conjonction sur une ligne[Quoi ?] par lui-même.
La règle est composée de deux sous-règles[Quoi ?] distinctes, qui peuvent être exprimées en langage formel[Comment ?]:
{\displaystyle {\frac {P\land Q}{\therefore P}}}
et
{\displaystyle {\frac {P\land Q}{\therefore Q}}}
Les deux sous-règles signifient en même temps que, chaque fois qu'une instance "{\displaystyle P\land Q}" apparaît sur une ligne[Quoi ?] d'une démonstration, soit "{\displaystyle P}", soit "{\displaystyle Q}" peut être placé sur une ligne subséquente[Quoi ?] par lui-même[Qui ?].

## Notation formelle[pourquoi?]
Les sous-règles[Quoi ?] de l'élimination de la conjonction peuvent être écrites en notation séquent[Quoi ?]:
{\displaystyle (P\land Q)\vdash P}
et
{\displaystyle (P\land Q)\vdash Q}
où {\displaystyle \vdash } est un symbole métalogique[pas clair] qui signifie que {\displaystyle P} est une déduction logique de {\displaystyle P\land Q} et {\displaystyle Q} est également une conséquence de {\displaystyle P\land Q}
et exprimée en tautologies[Quoi ?] ou en théorèmes de la logique propositionnelle:
{\displaystyle (P\land Q)\to P}
et
{\displaystyle (P\land Q)\to Q}
où {\displaystyle P} et {\displaystyle Q} sont des propositions exprimées dans un système formel[Lequel ?].